# Dictyna laeviceps
Dictyna laeviceps är en spindelart som beskrevs av Simon 1910. Dictyna laeviceps ingår i släktet Dictyna och familjen kardarspindlar.
Artens utbredningsområde är Algeriet. Inga underarter finns listade i Catalogue of Life.